# Brice Guyart
Brice Guyart (n. 15 martie 1981, Suresnes, Île-de-France, Franța) este un fost scrimer olimpic francez, specializat pe floretă. A fost laureat cu aur pe echipe la Jocurile Olimpice din 2000 și la individual la ediția din 2004.

## Carieră
A crescut în Le Vésinet, lângă Paris. A început să practice scrima la vârsta de cinci ani la clubul „Union Sportive”, care era prezidat de tatăl său. A fost pregătit de maestrul Gérard Rousseau.
În anul 1999 s-a alăturat centrului de pregătire de la Châtenay-Malabry. A câștigat proba pe echipe la Campionatul Mondial pentru juniori din 2000 de la South Bend, apoi Challenge-ul Rommel (acum Challenge-ul Internațional de la Paris), o etapă de Cupa Mondială. Datorită acestei victoriei, a fost selecționat ca membru al echipei Franței pentru Jocurile Olimpice din 2000. La proba individuală, a fost eliminat în tabloul de 32 de sud-coreeanul Kim Young-ho, care a câștigat medalia de aur în cele din urmă, și s-a clasat pe locul 27. La proba pe echipe, Franța a trecut de Cuba și de Polonia. În finală s-a împuns în față Chinei la o tușă și a câștigat medalia de aur. Astfel Brice Guyart a devenit cel mai tânăr campion olimpic francez la floretă.
După această primă medalie olimpică, s-a alăturat centrului de pregătire național din INSEP sub îndrumarea lui Patrice Menon. A cucerit două medalii de bronz la individual, iar o medalie de aur și o medalie de argint la Campionatele Mondiale din 2001, 2002 și 2003. S-a transferat la clubul Paris Université în anul 2002. Calificat din nou la Jocurile Olimpice din 2004, a ajuns în sferturile de finală, unde l-a învins pe dublul campion mondial Peter Joppich cu scorul de 15–12, după ce a fost condus cu 7–12. Apoi a câștigat la o tușă cu italianul Andrea Cassarà și l-a înfrânt pe un alt italian, Salvatore Sanzo, cucerind titlul olimpic.
După Jocurile de la Atena a trecut printr-o perioadă de lipsă de motivație din cauză unor leziuni ale genunchilor. Și-a adaptat dificil stilul foarte ofensiv la schimbul regulamentului, constând în creșterea timpului de contact necesar pentru a înregistra tușele. S-a calificat in extremis la Jocurile Olimpice din 2008, dar a fost învins în tabloul de 32 prin „tușa de aur” de conaționalul său Erwann Le Péchoux.
A traversat din nou o perioadă grea după Beijing. În anul 2009 a trebuit să se opereze la ambii genunchi. A participat la Campionatul Mondial din 2010 de la Paris, ci ca comentator sportiv. În cele din urmă, a fost doar a doua rezervă la Jocurile Olimpice din 2012. Foarte dezamăgit, a decis să pună punct carierei în decembrie 2012.

## Viață personală
Sora sa cea mai mică Astrid este și ea floretistă de performanță. Prietena sa, Léonore Perrus, a fost dublă campioană mondială la sabie. Împreună au o fată, Fauve, născută în septembrie 2014.
A absolvit Institutul de Știință și Tehnologie cu o diplomă de inginer și a obținut un masterat în Managementul sistemelor informatice la ESCP. Din anul 2007 lucrează la SNCF.

## Legături externe
- en Brice Guyart la Olympedia.org